# Porites
Porites Link, 1807 è un genere di madrepore della famiglia Poritidae.

## Tassonomia
Comprende le seguenti specie:
- Porites alveolata Milne Edwards, 1860
- Porites annae Crossland, 1952
- Porites aranetai Nemenzo, 1955
- Porites arnaudi Reyes-Bonilla & Carricart-Ganivet, 2000
- Porites astreoides Lamarck, 1816
- Porites attenuata Nemenzo, 1955
- Porites australiensis Vaughan, 1918
- Porites baueri Squires, 1959
- Porites branneri Rathbun, 1888
- Porites brighami Vaughan, 1907
- Porites cocosensis Wells, 1950
- Porites colonensis Zlatarski, 1990
- Porites columnaris Klunzinger, 1879
- Porites compressa Dana, 1846
- Porites cribripora Dana, 1846
- Porites cumulatus Nemenzo, 1955
- Porites cylindrica Dana, 1846
- Porites decasepta Claereboudt, 2006
- Porites deformis Nemenzo, 1955
- Porites densa Vaughan, 1918
- Porites desilveri Veron, 2000
- Porites divaricata Le Sueur, 1820
- Porites echinulata Klunzinger, 1879
- Porites eridani Umbgrove, 1940
- Porites evermanni Vaughan, 1907
- Porites exserta Pillai, 1967
- Porites farasani Benzoni & Terraneo, 2019
- Porites flavus Veron, 2000
- Porites fontanesii Benzoni & Stefani, 2012
- Porites furcata Lamarck, 1816
- Porites gaimardi Milne Edwards & Haime, 1851
- Porites hadramauti Benzoni & Terraneo, 2019
- Porites harrisoni Veron, 2000
- Porites hawaiiensis Vaughan, 1907
- Porites heronensis Veron, 1985
- Porites horizontalata Hoffmeister, 1925
- Porites latistellata Quelch, 1886
- Porites lichen (Dana, 1846)
- Porites lobata Dana, 1846
- Porites lutea Milne Edwards & Haime, 1851
- Porites mannarensis Pillai, 1967
- Porites mayeri Vaughan, 1918
- Porites minicoiensis Pillai, 1967
- Porites monticulosa Dana, 1846
- Porites murrayensis Vaughan, 1918
- Porites myrmidonensis Veron, 1985
- Porites napopora Veron, 2000
- Porites negrosensis Veron, 1990
- Porites nigrescens Dana, 1846
- Porites nodifera Klunzinger, 1879
- Porites okinawensis Veron, 1990
- Porites ornata Nemenzo, 1971
- Porites palmata Dana, 1846
- Porites panamensis Verrill, 1866
- Porites porites (Pallas, 1766)
- Porites profundus Rehberg, 1892
- Porites pukoensis Vaughan, 1907
- Porites randalli Forsman & Birkeland, 2009
- Porites rugosus Fenner & Veron, 2000
- Porites rus (Forskål, 1775)
- Porites sillimaniani Nemenzo, 1976
- Porites solida (Forskål, 1775)
- Porites somaliensis Gravier, 1910
- Porites stephensoni Crossland, 1952
- Porites superfusa Gardiner, 1898
- Porites sverdrupi Durham, 1947
- Porites tuberculosus Veron, 2000
- Porites vaughani Crossland, 1952